# Konstantynowo (powiat chodzieski)
Konstantynowo – wieś w Polsce położona w województwie wielkopolskim, w powiecie chodzieskim, w gminie Chodzież.
W latach 1975–1998 miejscowość należała administracyjnie do województwa pilskiego.
Wieś sołecka - obejmuje Slomki, Rudki, Mirowo, Konstantynowo - zobacz jednostki pomocnicze gminy Chodzież w BIP